# Actias dubernardi
Actias dubernardi  (лат.) — вид бабочек из семейства павлиноглазок. Распространён в Китае. Кормовыми растениями гусениц являются некоторые виды сосен, в том числе сосна обыкновенная, сосна чёрная, на которых поедают хвою. Размах крыльев 120—140 мм.